# Антон Агоштон
Антон Агоштон (Београд, 1. мај 1928 — Београд, 6. август 1997) био је југословенски и српски фудбалер.

## Каријера
Играо је на позицији одбрамбеног играча, а током каријере био је у Црвеној звезди у периоду од 1947. до 1952. године, за коју је одиграо три званичне утакмице. Од јануара 1952. године играо је за Сарајево, као замена за стандардног халфа Лава Мантулу. Одмах по доласку у клуб постао је стандардни првотимац и до 1956. године одиграо 102 званичне утакмице.
У периоду од 1956. до 1958. године наступао је за Романију и играо на 28 утакмица.